# Plagithmysus sharpianus
Plagithmysus sharpianus är en skalbaggsart som beskrevs av Perkins 1927. Plagithmysus sharpianus ingår i släktet Plagithmysus och familjen långhorningar. Inga underarter finns listade i Catalogue of Life.